# Ghiacciaio Fireman
Il ghiacciaio Fireman è un ghiacciaio lungo circa 4 km situato nella regione centro-occidentale della Dipendenza di Ross, in Antartide. Il ghiacciaio, il cui punto più alto si trova a circa 1900 m s.l.m., si trova in particolare sul versante nord-occidentale dei monti Quartermain, nell'entroterra della costa di Scott, dove fluisce verso nord-ovest, poco a nord del ghiacciaio Telemeter, fino a unire il proprio flusso a quello del ghiacciaio Cassidy.

## Storia
Il ghiacciaio Fireman è stato mappato dai membri della spedizione Terra Nova, condotta dal 1910 al 1913 e comandata dal capitano Robert Falcon Scott, ma è stato così battezzato solo nel 1992 dal Comitato consultivo dei nomi antartici in onore di Edward L. Fireman, un fisico del Smithsonian Astrophysical Observatory, che fu un'autorità nell'analisi e nella datazione dei detriti extraterrestri e che, a partire dal 1979, studiò e analizzò i meteoriti e le carote di ghiacciaio antartici.